# 佐渡版画村美術館
佐渡版画村美術館（さどはんがむらびじゅつかん）は、新潟県佐渡市相川米屋町にある版画専門の私立美術館。建物は旧相川裁判所（佐渡市指定文化財）。

## 歴史
1980年（昭和55年）にはNHKの新日本紀行で「佐渡版画村」が放送された。
1984年（昭和59年）7月に佐渡版画村美術館が開館した。2004年（平成16年）3月1日には建物が佐渡市指定文化財に指定された。

## 収蔵・展示
版画家の高橋信一が指導した版画運動の成果を収集している。高橋の遺作や佐渡在住のアマチュア作家の作品を中心に、300点ほどを常設展示している。
佐渡島では毎年全国高校版画選手権大会（はんが甲子園）が開催されており、版画愛好者は1000人を超えると言われている。
日本の版画美術館としては、東京都の町田市立国際版画美術館、兵庫県のたでのはな美術館などもある。

## 建築
建物は1888年（明治21年）に相川裁判所として建てられた。1969年（昭和44年）にはこの建物で行われていた裁判業務が佐和田町に移管された。

## 利用案内
開館日
- 3月から11月は休館日なし。12月から翌年2月は長期休館。

交通アクセス
- 新潟交通佐渡「佐渡版画村」バス停より徒歩すぐ。
- 新潟交通佐渡「相川」バス停より徒歩約10分。

## 周辺施設
周辺一帯の地域は佐渡金山の鉱山町となっており、重要文化的景観に選定されている。
- 佐渡奉行所跡
- 北沢浮遊選鉱場
- 相川郷土博物館・相川技能伝承展示館